# (1961) Dufour
(1961) Dufour (aussi nommé 1973 WA) est un astéroïde de la ceinture principale, découvert le 19 novembre 1973 par Paul Wild à l'observatoire Zimmerwald, en Suisse.
Il a été nommé en hommage à Guillaume-Henri Dufour, général et homme politique suisse.